# 納粹
納粹目前广泛作為（语源为，即国社主义的减缩词）一词的譯名，此時其舊譯為「南尖」，並衍生出許多有關含義：
- 纳粹党：全名為國家社會主義德國工人黨，於1920年由德国工人党更名而来，在1945年第二次世界大战結束後解散。
- 納粹德國：指在1933年－1945年被希特勒治下的納粹黨統治的德国。
- 纳粹主义：與上述政黨有關的一種意识形态。

納粹符號

在德语中，原是人名伊格纳茨的指小词，例如剧作家路德维希·托马1905年于慕尼黑加特纳广场国家剧院首演的农民戏谑剧作品《鞋匠纳崔》（Der Schusternazi）。该词贬义地被用来形容头脑简单愚笨的人，也能指德意志-奥地利人和德意志-波希米亚人，因为名为伊格纳茨的人多见于巴伐利亚和奥地利。后来到1920年代也被纳粹份子用作一种骄傲式的自嘲昵称，并被同时代的传播媒体采用，然而后来在敌视纳粹的人中间又成为了一种蔑称。如今，相对于其它语言中能够作为专业术语而出现，除了在去纳粹化、新纳粹主义这样的词组中，德语中多是一种贬义的蔑称。包括在其它语言中，也用来形容一些狂热份子。而作为历史术语则多用“国社主义”一词，即“Nationalsozialismus”，这是和纳粹深度绑定的，但仍然区别于另一个德国社会民主党一度主张的“国家社会主义”（Nationaler Sozialismus）。阿尔弗雷德·罗森堡作出区分：国社主义是对民族/国民/国家和社会两个概念的一种新式的融合，两者是不可分割的，而另一种国家社会主义则可能意味着国家马克思主义。
虽然也有纳粹主义一词（Nazismus），但因为易与自戀（Narzissmus）一词相混淆，因此也不是很常用。在东德，一般则直接使用法西斯主义（者）一词用来指代。而常用的简称则有（规范作或，即取和）。另外，至少不晚于上世纪末，在瑞士德语，Nazi的四个字母则没有那么敏感。如作为报纸《巴斯勒报》的前身之一，在1977年合并之前，左翼自由派报刊《国家报》（National-Zeitung）其在巴塞尔的口语中被称为并附设了儿童增刊“（本报的）小博士”（Dr glai Nazi）；而瑞士國家足球隊，则按“国家队”（nationalmannschaft）昵称为（德語發音：[ˈnat͡si]）。